# NGC 3938
NGC 3938 é uma galáxia espiral (Sc) localizada na direcção da constelação de Ursa Major. Possui uma declinação de +44° 07' 17" e uma ascensão recta de onze horas, 52 minutos e 49,2 segundos.
A galáxia NGC 3938 foi descoberta em 6 de Fevereiro de 1788 por William Herschel.